# Lamachus jusseli
Lamachus jusseli là một loài tò vò trong họ Ichneumonidae.